# Radon-Nikodyms sats
Radon-Nikodyms sats är ett resultat inom integrationsteori som säger att om (X,Σ) är en σ-algebra, μ är ett {\displaystyle \sigma }-ändligt mått på (X,Σ) och v är ett annat mått på {\displaystyle X} som uppfyller att {\displaystyle \nu (A)=0} för alla mätbara mängder A sådana att {\displaystyle \mu (A)=0}, så finns en mätbar funktion med värdemängd i [0,∞) f sådan att 
{\displaystyle \nu (E)=\int _{E}f\ d\mu }
för alla mätbara mängder E.

## Terminologi och notation
Om måttet v uppfyller att {\displaystyle \nu (A)=0} närhelst {\displaystyle \mu (A)=0} sägs det vara absolutkontinuerligt med avseende på μ. Detta kan också skrivas ν ≪ μ. Slutsatsen i Radon-Nikodyms sats kan uttryckas som att {\displaystyle d\nu =f\ d\mu } för någon funktion f. Funktionen f är inte i allmänhet entydigt bestämd men två olika val av f måste vara lika nästan överallt. 
Funktionen f kallas ofta för Radon-Nikodym-derivatan av v med avseende på μ och kan skrivas {\displaystyle {\frac {d\nu }{d\mu }}}. (Formellt sett är det en klass av funktioner man betecknar på detta vis vars element parvis skiljer sig åt på en nollmängd.)

## Radon-Nikodym-derivatans egenskaper
Radon-Nikodym-derivatan har kopplingar till den vanliga derivatan och delar flera av dess egenskaper. 
- Om ν ≪ μ ≪ λ så gäller att

{\displaystyle {\frac {d\nu }{d\lambda }}={\frac {d\nu }{d\mu }}{\frac {d\mu }{d\lambda }}.}
- Om ν ≪ λ och μ ≪ λ så gäller att

{\displaystyle {\frac {d(\nu +\mu )}{d\lambda }}={\frac {d\nu }{d\lambda }}+{\frac {d\mu }{.}}}
- Om μ ≪ λ och g är en μ-integrerbar funktion gäller att

{\displaystyle \int _{X}g\,d\mu =\int _{X}g{\frac {d\mu }{d\lambda }}\,d\lambda .}
- Om μ ≪ ν ochd ν ≪ μ, så gäller att

{\displaystyle {\frac {d\mu }{d\nu }}=\left({\frac {d\nu }{d\mu }}\right)^{-1}.}

## Antagandet om σ-ändlighet
Radon-Nikodyms sats är inte sann i allmänhet utan antagandet om att μ är σ-ändlig. Låt nämligen μ vara kardinalitetmåttet på de reella talen och låt m vara det vanliga Lebesgue-måttet. m är absolut-kontinuerligt med avseende på μ men det finns ingen funktion f så att 
{\displaystyle m(A)=\int _{A}f\ d\mu }
för alla mätbara mängder A.